# Plemena koní

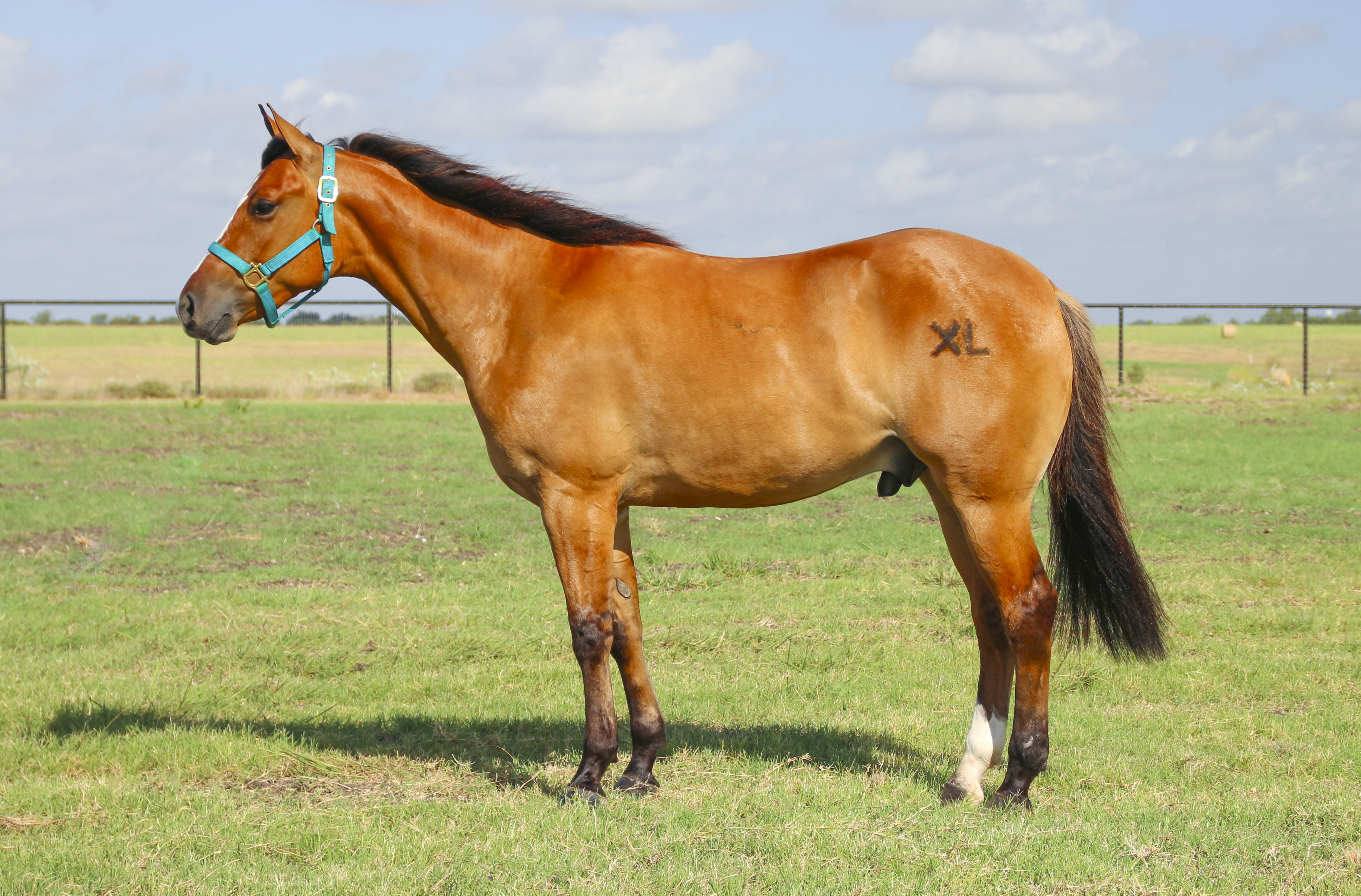
americký kovbojský kůň

Plemena koní můžeme stejně jako ostatní plemena hospodářských zvířat dělit podle řady hledisek. Jednak „podle původu“, „geografického rozšíření“, „stupně prošlechtění“ a „teritoriálního rozšíření“.

## Podle nového
Koně jsou původu polyfyletického, tzn. že mají více než dva předky v rámci své fylogeneze.

## Podle stupně prošlechtění
- plemena místní (původní - primitivní)
  - koně mongolští
- přechodná (zušlechtěná)
  - huculský kůň
- kulturní (ušlechtilá)

## Podle typu

### archaická plemena
plemena koní u kterých se vyskytuje mnoho "primitivních znaků"
- huculský kůň
- mongolský kůň
- baškirský kůň
- jakutský kůň

### teplokrevníci
Teplokrevník je kůň plemenné skupiny koní orientálních (Equus gmelini), koní stepních (Equus przewalskii) a jejich kříženců, vyjímaje křížence po plnokrevnících. Jedná se o lehčí plemena s kohoutkovou výškou (KVH) nad 147 (148) cm. Využívají se především v jezdectví a pro lehčí tah.
- český teplokrevník
- hannoverský kůň

### plnokrevníci
Plnokrevník je označení pro koně, jehož všichni předkové jsou zapsáni v plemenné knize do doby jejího uzavření (pro anglického plnokrevníka do roku 1791). Jedná se o stará ušlechtilá plemena, která zůstala nezasažena příměsí jiné krve a dodnes si zachovala svůj původní ráz, nebo teplokrevné plemeno, které již nelze dalším křížením zkvalitnit.[zdroj?]
- achaltekinský kůň[zdroj?]
- arabský plnokrevník
- anglický plnokrevník

### polokrevníci
Polokrevník je označení pro koně, v jehož rodokmenu se vyskytují buď angličtí nebo arabští plnokrevníci.
- arabský polokrevník
- anglický polokrevník

### chladnokrevníci
Chladnokrevníci jsou skupinou plemen koní pocházejících fylogeneticky z původních koní západních (Equus robustus). Vyznačují se mohutností a klidným temperamentem. Jedná se o těžká plemena šlechtěná na tah, práci v zemědělství, v lese a těžký tah (doly,...).
- českomoravský belgik
- norický kůň
- slezský norik
- shirský kůň

### pony
malá plemena, maximální výška v kohoutku(KVH) 147 (148) cm
- shetlandský pony
- velšský pony
- exmoorský pony

## Podle geografického rozšíření

### stepní
- kůň Převalského
- mongolský kůň
- baškirský kůň
- jakutský kůň

### východní
- íránští
  - achaltekinský kůň
  - kabardinský kůň
- arabští
  - arabský plnokrevník
  - arabský polokrevník
- angličtí
  - anglický plnokrevník
  - anglický polokrevník
  - americký klusák
- starošpanělští
  - andaluský kůň
- staroitalští

### západní
- Shirský kůň
- Exmoorský pony
- Ardenský kůň
- Norický kůň

### severští
- shetlandský pony
- islandský kůň
- fjordský kůň

### američtí
- Appaloosa
- mustang
- Paint horse

## Podle teritoriálního rozšíření
Dle tohoto rozdělení se zvířata dělí podle jednotlivých zemí nebo regionů.
- Argentina
  - criollo
- Austrálie
  - brumby
  - water
- Belgie
  - Ardenský kůň
- Bosna a Hercegovina
  - bosenský horský kůň
- Česko
  - českomoravský belgik
  - český teplokrevník
  - kladrubský kůň
- Francie
  - camargský kůň
  - percheron
  - mérenský kůň
- Island
  - islandský kůň
- Irsko
  - Irský cob
- Litva
  - trakénský kůň
- Maroko
  - berberský kůň
- Mongolsko
  - mongolský kůň
- Německo
  - hannoverský kůň
  - oldenburský kůň
- Nizozemsko
  - Fríský kůň
  - KWPN
- Norsko
  - fjordský kůň
- Rakousko
  - hafling
  - norický kůň
- Rusko
  - baškirský kůň
  - donský kůň
  - jakutský kůň
  - kabardinský kůň
  - orlovský klusák
  - vjatka
- Saúdská Arábie
  - arabský plnokrevník
- Slovinsko
  - lipicán
- Španělsko
  - andaluský kůň
- Turkmenistán
  - achaltekinský kůň
- Ukrajina a Rumunsko
  - huculský kůň
- USA
  - americký klusák
  - appaloosa
  - mustang
  - quarter horse
  - american paint horse
- Spojené království
  - anglický plnokrevník
  - anglický polokrevník
  - angloarabský kůň
  - Exmoorský pony
  - shetlandský pony
  - shirský kůň
  - velšský pony